# Koziny (Bełchatów)
Koziny – centralna część miasta Bełchatowa w Polsce, w województwie łódzkim, w powiecie bełchatowskim. Rozpościera się w rejonie ulic Leśnej i Podgórze.